# Bild Nr. 86
Das Bildnis Bild Nr. 86 ist ein Gemälde von Jacoba van Heemskerck von 1918 im abstrakt-expressionistischen Stil. Seit 2018 ist es im Besitz des Museums Singer Laren in Laren, Holland.

## Beschreibung
Das Bild im abstrakt-expressionistischen Stil mit lebendigen Farben und übersteigerten Formen zeigt die für Jacoba van Heemskercks charakteristischen schwarzen Konturen und lila Farbe. In der Auflösung von natürlichen Farben und Formen äußerte sich die spirituelle Weltsicht der Künstlerin.

## Geschichte
Das Bild entstand in der Zeit, als Heemskerck Teil der deutschen Avantgarde-Bewegung „Der Sturm“ war. Heemskerck fühlte sich in ihrem Werk von der Anthroposophie Rudolf Steiners angezogen und strebte danach, ihre innere Welt auszudrücken. Sie orientierte sich an der expressionistischen Bewegung Der blaue Reiter (Wassily Kandinsky und Franz Marc) und wandte sich zunehmend der Abstraktion zu. So entwickelte sie ihren eigenen, unverwechselbaren Stil, für den das Bild Nr. 86 ein hervorragendes und repräsentatives Beispiel ist. Ab 1914 gab Heemskerck ihren Werken Namen wie Bild, Komposition oder Zeichnung, gefolgt von einer Nummer. In der Bewertung des Museums Singer Laren gelten Heemkercks Bilder aus dieser Zeit als die wichtigsten Ausdrucksformen der expressionistischen Kunst in Deutschland.
Das Museum Singer Laren erwarb das Bild 2018 mit finanzieller Unterstützung der BankGiro Lottery aus einer Privatsammlung und zeigte es kurz darauf in seiner Sonderausstellung Duiste expressionisten.

## Ausstellungen
- 2019: Duiste expressionisten, Singer Laren, Laren[2]
- 2023: „Wolken und Licht. Impressionismus in Holland“, Museum Barberini, Potsdam[6]